# 후쿠이 지진
후쿠이 지진(일본어: 福井地震 후쿠이지신[*])은 1948년(쇼와 23년) 6월 28일 16시 13분 경 일본 후쿠이현 레이호쿠 북부(후쿠이시 동북쪽 약 10 km, 현재의 사카이시 마루오카초 부근)에 일어난 지진이다. 지진의 규모는 일본 기상청 규모 기준 Mj 7.1로, 후쿠이시에서 당시 일본 기상청 진도 계급 기준 가장 높은 등급이었던 진도6 (열진)을 기록하였다.
1945년 7월 경 후쿠이 공습으로 파괴되었다가 다시 복구하기 시작한 후쿠이시를 직격한 도시의 직하형지진이다. 후쿠이평야 거의 전역에 큰 피해를 입었으며, 이웃한 이시카와현의 피해를 합치면 사망자 3,769명, 부상자 22,000명 이상, 완전 붕괴 가옥 36,000채에 달했다. 가장 피해가 컸던 후쿠이현 사카이군 가나즈정(현 아와라시 동부), 마루오카정, 하루에정(현 사카이시 남부), 요시다군 모리타정(현 후쿠이시 북부)에서는 각 마을의 모든 주택이 무너졌다. 진앙에서 다소 떨어진 후쿠이시 시내에서도 가옥붕괴율이 79.0%에 달했으며 후쿠이평야 전역으로 보더라도 가옥붕괴율이 60%를 넘었다. 도시 지역에서는 화재도 발생하여 피해를 더 키웠다. 또 피해 지역 내를 흐르는 구즈류강의 제방이 지진으로 피해를 입어 지진 약 1개월 후인 7월 하순 경 상류의 기록적인 폭우로 제방이 붕괴되어 수해를 입는 등 여러 피해를 입었다.
후쿠이 지진은 1891년 노비대진재와 1923년 간토대진재에 이은 대진재 중 하나이다. 제2차 세계 대전 이후 일본에서 일어난 지진 중 2011년 동일본대진재와 1995년 한신-아와지 대진재에 이어 3번째로 사망자가 많은 지진이다. 주택붕괴율이 매우 높은 후쿠이 지진을 계기로 일본 중앙기상대 진도(현 일본 기상청 진도 계급)에 대한 재검토가 이뤄져 1949년 진도7(격진)이 신설되었다.
3년 사이 전쟁, 지진, 수해 및 각종 재해로 후쿠이시는 잿더미로 돌아갔으나 이후 다시 시 재개발 및 부흥을 이루어내며 후쿠시마는 시민헌장으로 "불사조의 시"로 선언하는 등 급격한 발전을 이뤄냈다.

## 본진
일본 기상청에 따른 후쿠이 지진의 개요는 다음과 같다.
- 발생 시각 : 1948년 6월 28일 월요일 16시 13분 28.8초[22] (당시 도입되어 있었던 서머타임 기준으로는 17시 13분)
- 진앙 위치 : 일본 후쿠이현 레이호쿠 지방 (사카이군 마루오카정 부근). 하지만 정확한 진앙 위치가 확정되지 않았으며[23] 다양한 설이 존재한다.[24][25]
  - 일본 기상청 발표 좌표 : 북위 36° 10′ 18″ 동경 136° 17′ 24″ / 북위 36.17167°  동경 136.29000° [22]
  - 미국 지질조사국 발표 좌표 : 북위 36° 09′ 50.4″ 동경 136° 13′ 19.2″ / 북위 36.164000°  동경 136.222000° [26]
  - "후쿠이 대지진 진원지" 비석은 후쿠이현 사카이시 마루오카초 스에마사에 있다.(북위 36° 08′ 11.6″ 동경 136° 16′ 41.3″ / 북위 36.136556°  동경 136.278139° )[23][27]
- 진원 깊이 : 15 km[22] 다만 "아주 얉음"이라는 기록[c]에서부터 33 km라는 등 다양한 수치의 설이 있다.[28]
- 지진 규모 : 일본 기상청 규모 Mj 7.1[22], 모멘트 규모 Mw 6.8[26] - 6.9[29]
- 단층면해 : 북북서-남남동 또는 동북동-서남서 방향의 수직 방향 횡단층 지진 (초기 미동 분석)[30]

### 진도
동쪽으로는 이바라키현 미토시, 서쪽으로는 사가현 사가시까지 일본 기상청 진도 계급 기준 진도1을 관측하였고 간토 고신에쓰 지방에서 주코쿠, 시코쿠 지방까지 넓은 지역에서 진동을 감지하였다. 당시 진도 계급은 진도0부터 진도6까지 7단계로 나누어져 있었으며, 진도4 이상의 흔들림을 관측한 지역은 아래와 같다.
| 진도 | 도도부현   | 시정촌              |
| ---- | ---------- | ------------------- |
| 6    | 후쿠이현   | 후쿠이시            |
| 4    | 후쿠이현   | 쓰루가시            |
| 4    | 도야마현   | 도야마시            |
| 4    | 이시카와현 | 가나자와시 와지마시 |
| 4    | 야마나시현 | 고후시              |
| 4    | 나가노현   | 이다시              |
| 4    | 기후현     | 기후시              |
| 4    | 아이치현   | 나고야시 다하라시   |
| 4    | 미에현     | 가메야마시          |
| 4    | 시가현     | 히코네시            |
| 4    | 교토부     | 교토시 미야즈시     |
| 4    | 나라현     | 나라시              |

지진 발생 후 도쿄 대학 지진연구소는 후쿠이현을 중심으로 니가타현에서 돗토리현까지 지진을 감지한 18개 현에서 피해 상황을 묻는 설문 조사를 실시하였다. 질문 내용은 흔들림의 세기나 건물의 상황 등 최대 30가지 문항이었으며 각지의 초등학교에 우편으로 보내거나 조사원이 현지에서 인터뷰하거나 조사를 나갔다. 설문 자료는 분석이 끝나지 않은 채 흩어지고 분실된 것으로 추정되었으나 2009년에 당시 중앙기상대가 조사한 관측점보다 더 많은 549개 지점에서의 답변을 모은 집계표가 같은 연구소에서 재발견되었다. 연구소에서는 설문조사를 재연구하고 있으며 지진 발생 70주년이 되는 2018년 가을에 명확한 답변이 적힌 545개 지점의 진도 분포를 정리한 논문을 발표하기로 하였다. 2018년 9월 발표된 논문에 따르면 진원 지역 인근은 수정 메르칼리 진도 계급 기준 평균 X이며, 진원역 인근의 후쿠이현 북부와 이시카와현 남부 지역은 평균 VIII-IX이며 도야마현 북부에서 시가현 남부 지역은 평균 VII의 진도인 것으로 나왔다.

### 지진 발생 구조
후쿠이 지진의 지진 단층은 북북서-남남동 방향(대략 10N°-20W° 방향)을 주향으로 하는 좌횡 주향이동단층으로 후쿠이평야의 두꺼운 충적층에 덮여 지표면에서는 보이지 않았던 활단층이 움직인 것으로 추정된다. 일본에서 지질학적으로는 '지진단층'을 "지진으로 지표면 상으로 드러난 단층"이라고 정의하고 있기 때문에 지진단층의 정의에 따르면 후쿠이 지진에서는 뚜렷한 지진단층이 존재하지 않는 셈이 된다. 하지만 땅이 갈라진 지역의 분포나 몇몇 측량 결과를 기반으로 볼 때 후쿠이평야 동부의 지하인 사카이군 아와라정 북부에서 시작해서 가나즈정, 사카이정, 마루오카정, 마쓰오카정을 지나 후쿠이시 동남쪽 부근까지 드문드문 끊어진 선으로 이어지는 길이 27 km의 "후쿠이 지진 단층"과 약 3 km 동쪽으로 평행하게 이어져 있는 길이 8 km의 "후쿠이 동쪽 지진 단층"이 존재한다고 추정된다. 2004년 지진조사연구추진본부의 지진조사위원회 평가에서는 후쿠이평야 동연 단층대(福井平野東縁断層帯) 서부를 후쿠이 지진을 일으킨 주 단층으로 추정하고 있다.
후쿠이 지진 단층의 남남동쪽 연장선상에는 1891년 미노-오와리 지진을 일으킨 네오다니 단층이 있으며 그 연장선상에는 1945년 미카와 지진을 일으킨 후코즈 단층의 방향과 같다.
요시다 아키오, 아오키 모토 등의 연구에 따르면 후쿠이 지진은 1961년 기타미노 지진(M7.1), 1969년 기후현 중부 지진(M6.6), 1984년 나가노현 서부 지진(M6.8)로 이어지는 일련의 지진과 연관성이 있다고 주장하고 있다. 또한 1944년 쇼와 도난카이 지진의 영향을 받아 그 진원역과 여진역에서 발생한 유발지진이 후쿠이 지진이라는 주장도 존재한다.

## 피해
당시 재해 지역에 거주하던 인구 29만 8,500명 중 70%가 넘는 21만 4,500명이 지진 피해를 입었다. 사망자 대부분이 당시 후쿠이시부터 요시다군, 사카이군에 걸친 지역에 집중되었으며 피해율이 일본 역사상 유래 없는 가장 큰 비율이었다. 특히 현재 사카이시에 해당되는 지역은 사망자 비율이 인구의 5%에 달했다.
| 도도부현   | 시군명     | 인구 (명) | 인적 피해 (명) | 인적 피해 (명) | 주택 피헤 (호) | 주택 피헤 (호) | 주택 피헤 (호) |
| 도도부현   | 시군명     | 인구 (명) | 사망자         | 부상자         | 전파           | 반파           | 소실           |
| ---------- | ---------- | --------- | -------------- | -------------- | -------------- | -------------- | -------------- |
| 후쿠이현   | 후쿠이시   | 77,320    | 930            | 10,000         | 12,425         | 4,418          | 1,859          |
| 후쿠이현   | 아스와군   | 30,926    | 134            | 344            | 2,328          | 980            | 2              |
| 후쿠이현   | 요시다군   | 48,922    | 861            | 4,992          | 6,713          | 707            | 156            |
| 후쿠이현   | 사카이군   | 122,203   | 1,747          | 6,305          | 13,707         | 3,399          | 1,832          |
| 후쿠이현   | 오노군     | 97,763    | 6              | 0              | 0              | 0              | 0              |
| 후쿠이현   | 이마다테군 | 74,422    | 30             | 118            | 194            | 865            | 0              |
| 후쿠이현   | 뉴군       | 71,227    | 34             | 31             | 15             | 173            | 2              |
| 후쿠이현   | 소계       | －        | 3,728          | 21,750         | 35,382         | 10,542         | 3,851          |
| 이시카와현 | 에누마군   | 72,411    | 39             | 451            | 791            | 1,231          |                |
| 이시카와현 | 노미군     | 64,747    | 0              | 1              | 7              | 35             |                |
| 이시카와현 | 가호쿠군   | 74,759    | 0              | 0              | 1              | 2              |                |
| 이시카와현 | 고마쓰시   | 61,898    | 2              | 1              | 3              | 6              |                |
| 이시카와현 | 소계       | －        | 41             | 453            | 802            | 1,274          |                |
| 총합       | 총합       | －        | 3,769          | 22,203         | 36,184         | 11,816         | 3,851          |

### 피해 특징
후쿠이평야 지역에서는 가옥의 완전붕괴율이 60%를 넘는 등 피해가 매우 컸다. 후쿠이평야는 구즈류강을 낀 충적 평야로 두껍고 연약한 지반이 펼쳐진 지역이라 가옥 붕괴율이 높았던 것으로 추정된다. 반면 가에쓰고원과 같이 플라이스토세에 형성된 안정된 지반이나 기반암의 깊이가 얉은 산록지대는 가옥의 완전붕괴율이 낮았다. 가장 흔들림이 심했던 지진동 발생 시간은 30초에서 40초 사이로 당시 5초에서 15초 사이에 가옥들이 붕괴한 것으로 알려져 있다. 또한 땅이 갈라진 틈에 빠져 끼어들어가 사망했다는 당시엔 드문 사망 사례도 보고되었다. 후쿠이 지진은 지진 재해에 이어 뒤이은 폭우로 호우 재해까지 덮친 복합 재해의 특성을 가졌다는 특징도 있었다.

#### 화재 피해

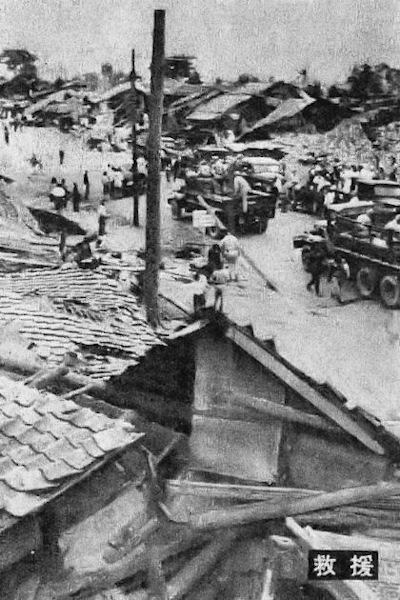
주택이 붕괴된 후쿠이시의 모습.

후쿠이시, 마루오카정, 가나즈정, 하루에정, 마쓰오카정, 모리타정에서는 지진동으로 인한 피해 뿐 아니라 지진으로 발생한 화재의 피해도 매우 컸으며 그 중에서도 후쿠이시와 마루오카정의 화재 피해가 제일 컸다. 화재편람에 따르면 후쿠이 지진 이후 발생한 총 화재건수는 57건으로 가옥 완전붕괴율에 비해 화재 발생건수는 적었다. 하지만 후쿠이시의 화재로 인한 소실 면적은 시가지의 1/6에 달하는 15만 5천 평(51.2 ha)였다. 이 면적은 도쿄 디즈니랜드의 전체 면적에 달한다.
후쿠이 시가지는 1945년 7월 후쿠이 공습으로 파괴된 지 3년이 지난 후에도 전쟁의 참화에서 복구 중인 도시였고 후쿠이 내에는 허술한 막사 같은 가건물이 많았기 때문에 지진 화재에서 피해가 더 컸다고 알려져 있었다. 한편 공습을 면한 농촌 지역의 정식 건물들 중에서도 완전붕괴율이 100%에 가까운 지역이 있었으며 당시 후쿠이 시가지 사진과 지진 발생 직전 연합군 최고사령부(GHQ)가 실시한 건물 조사에서 파악된 건물 중 붕괴되거나 소실된 건물 중에는 가설주택 외에도 기와 지붕 건물이나 2층 구조의 주택도 많았다는 점 때문에 지진 발생 당시 전쟁 시기 파괴된 시가지는 거의 복구가 완료되었다는 주장도 존재한다. 실제로 후쿠이시에서 확인된 화재 건수만 해도 24건(그 중 19건은 지진 발생 10분 이내에 나타난 화재)이 동시다발적으로 나와 주민들이 동요하여 적절한 대응을 취하기 어려웠고, 지진으로 무너진 가옥이 도로를 막아 교통로를 차단하고 수도관이 파열되어 단수가 일어나 소방 활동에 큰 제약이 생겨 화재 피해가 더욱 컸던 것으로 추정된다. 인근 정촌에서는 하루에정에서 5건, 마루오카정과 마쓰오카정에서 4건, 가나즈정과 모리타정에서 3건의 화재가 발생했다. 아와라정에서는 화재가 발생했으나 간토대진재 당시 지진 화재를 기억한 마을 주민들이 "불을 꺼!"(火を消せ)라고 외치며 인근 주민들과 협력해 초기 진화에 성공하여 화재 피해를 막았다는 설화가 있다.
지진 발생 시각이 오후 4시 이후(서머타임 적용 시 오후 5시)로 근무가 끝난 후 정확히 저녁 식사를 준비하기 시작할 때라 가정집에서 화재가 발생했다는 연구가 있다. 하지만 당시 일본은 서머타임 적용 하에서 하지점이 막 지난 시기였고 당시 일몰 시각은 지진 발생 약 3시간 후인 오후 7시가 지나는 시각(서머타임 적용 시 오후 8시)였다는 것을 고려할 시 저녁 식사를 준비하기에는 이른 시간이고 농가에서는 논밭에서 농사일을 하던 가정도 많았기 때문에 오히러 가정집이나 농가의 화재가 더 적은 것이 맞다고 주장하는 연구자들도 있다.
후쿠이시 가타마치에 있던 영화관인 '국제극장'에서는 지진으로 건물이 붕괴된 후 인근 창고에 배급용으로 비축되어 있던 성냥이 지진에서 마찰로 화재가 발생해 퇴근 후 영화를 관람하던 관객 수백 명이 압사하거나 소사했다. 학교나 연구시설 등지에서는 화학 약품의 누출이나 혼합으로 화재가 발생한 경우도 있었다.

#### 수해
지진으로 피해 지역을 흐르는 구즈류강, 히노강, 아스와강의 제방이 총 길이 140 km 길이에 걸쳐 곳곳에서 균열, 함몰, 붕괴되었으며 특히 구즈류강에서는 제방이 최대 4.5 m 높이로 내려앉았다. 지진 발생 약 1개월 후인 7월 23일 밤부터 25일까지 혼슈 남안에 정체된 장마전선과 와카사만 해역에 발생한 저깅바의 영향으로 후쿠이 상류 지역에서 최대 강수량 350 mm 이상의 기록적인 폭우가 내려 7월 25일 저녁에는 구즈류강 좌안의 나카후지시마촌 도묘지에서 길이 약 300 m로 제방이 붕괴되어 홍수가 후쿠이 시내를 덮쳤다. 이 홍수로 약 7천 가구가 침수되었고 약 28,000명이 수해 피해를 입었으며 침수 깊이는 최대 2.4 m, 침수 면적은 약 1,900 ha에 달했다. 구즈류강 최하류의 기베촌(현 사카이시 미쿠니정)에서도 이케미에서 가와사키에 걸친 1,500 m 구간의 제방이 붕괴되는 사고가 발생했다. 장마철 호우에 이어 태풍이 다수 발생하는 여름철이 옴에 따라 피해를 입은 제방을 제거하고 다시 쌓는 복구를 하지 않고 침하된 제방 위에서 다시 흙을 쌓는 응급 복구 보수 작업을 진행했다.

### 건축물 피해
마루오카정에서는 당시 국보였던 마루오카성의 천수각과 돌담이 완전히 붕괴되었다. 다행히 완전 소실은 면해 남은 부재를 이용하여 1951년부터 복구 수리 공사를 시작하여 1955년 3월 복구 공사를 완료하였다.
후쿠이시 중심부에 있던 7층 높이의 다이와 백화점 후쿠이점 건물은 1층이 무너저 완전 붕괴되고 전소되는 피해를 입었다. 무너진 다이와 백화점의 사진은 미국의 잡지 라이프 지에 실러 후쿠이 지진의 상징으로 유명해졌다. 다이와 백화점의 사사(社史)에 따르면 지진 당일은 오후 5시(서머타임 기준)까지 영업하였꼬 지진 발생 당시에는 폐점 후 6층에서 직장집회를 가져 종업원 125명 전원이 같은 층에 모여 있었기 때문에 전원이 빠르게 피난을 취해 부상자 수 명의 발생만으로 전원이 건물에서 탈출하는 데 성공했다고 기록되어 있다. 한편 다이묘마치 교차로를 사이에 두고 맞은 편에 있던 4층 높이의 후쿠이 은행 본점은 큰 피해를 입지 않고 다음 날부터 영업을 재개하였다고 후쿠이 은행 사사에 기록되어 있다. 하지만 후쿠이 은행의 본점이 전소되었고 병설되었던 자료창고만 소실을 면했다라고 중앙방재회의 조사록에 남아 있으며 며칠 동안 금고를 열지 못하다 7월 3일이 되어서야 전 은행이 다시 개점하였다라고 기록되어 있는 등 기록마다 은행 피해가 차이가 있다.
한편 후쿠이 은행 본점은 지하 10 m 안쪽까지 90 cm 간격으로 500개(가로 25개 x 세로 20개)의 말뚝을 빽빽히 박아 넣고서 건설하였다. 은행장이 전직 기술자라 견고하게 지을 것을 명령했다고 전해진다. 다이와 백화점 동쪽에 인접해 있는 사카이빌딩도 기초 부분에 497개의 말뚝을 박아 넣어 공습과 지진에도 버티고 2021년까지 미쓰이스미토모 신탁은행 후쿠이 지점 사옥으로 현재까지 사용하고 있는 건축물이다.

### 의료 시설 피해
많은 병원과 의원, 치과의원, 격리병실과 보건소가 지진 피해로 붕괴되거나 소실되었다. 인구가 집중된 후쿠이시와 사카이군의 의료 기관은 대부분 붕괴되어 진료 불가 사태가 발생했다. 피해 지역 내의 주요 병원이었던 후쿠이 적십자병원과 후쿠이 중앙병원(후쿠이 현립 병원의 전신)은 전부 후쿠이 시내에 있어 지진으로 큰 피해를 입었다. 후쿠이 중앙병원은 지진 당시 외과 수술이 진행되던 도중이었는데 수술을 집도하던 원장은 크게 흔들리는 수술대를 잡으면서 여진이 계속되는 가운데 수술을 마쳤다. 병원장은 병원 앞 임시구호소에서 부상자의 응급처치와 트리아제(부상자의 응급도 판별)을 하도록 지시하였다. 현대의 재해의료체제와 비슷한 조치는 후쿠이 공습 당시 전시의료 경험에 따라 바로 긴급상황에 의료 대응을 진행하여 빠르게 대처한 것으로 평가된다.

### 교육 시설
후쿠이현 내 소학교, 중학교, 고등학교를 합쳐 총 78개 학교가 완전 붕괴되었고 21개 학교가 반파되었으며 12개 학교는 화재로 소실되었다. 현 내 전체 아동과 학생의 1/3에 해당하는 72,500명이 지진 피해를 입었으며 여름방학이 1개월 앞당겨져 지진 발생과 동시에 여름방학이 선포되었다. GHQ에서 대여한 대형텐트와 천막, 교과서 회사에서 빌린 교과서로 8월 초부터 수업을 시작하였으나 비품 부족으로 학생들을 나눠 교대로 2개조, 3개조 수업을 진행해야 했다. 또한 특별급식도 진행하였다.

### 교통 시설
당시는 모터리제이션(자동차 사회화)이 진행되기 전 시대라 시민들의 대부분 운송수단은 철도를 통해 이루어졌다.

#### 철도

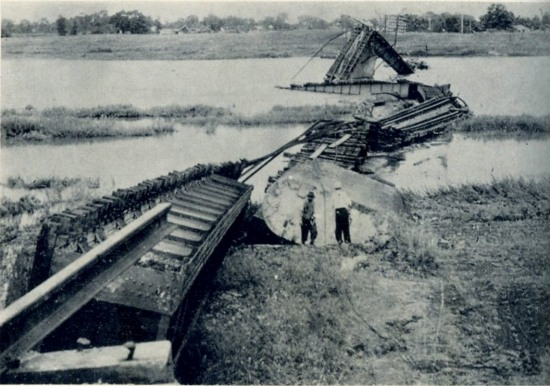
무너진 일본국철 호쿠리쿠 본선 후쿠이역-모리타역 사이 구즈류강 철교.

지진으로 노반이 침하되고 선로가 휘어졌으며 역과 차량기지가 붕괴되었다. 또한 열차가 탈선되고 전복되거나 교량이 붕괴되는 등 다양한 사고가 일어나 피해 지역의 철도망이 파괴되었다. 주요 피해 구간은 다음과 같다.
- 국철 호쿠리쿠 본선 오도로역-가가온센역 사이 구간 (40.2 km)[95][96]
- 게이후쿠 전기 철도 마루오카선 전 구간 (7.6 km)[95], 에치젠 철도 미쿠니아와라선 후쿠이구치역-혼조역 구간 (17.4 km)[96] 및 에이헤이지선 아와라온센역-아부라역 구간 (13.2 km)[95][96]

후쿠이평야를 달리고 있던 호쿠리쿠 본선의 열차 3편이 탈선하거나 전도되었다. 이중 진앙과 제일 가까웠던 국철 마루오카역-가나즈에키역 구간을 주행하고 있던 열차는 승객을 만원으로 태운 채 운행하다 탈선되고 전복되어 다수의 부상자가 발생했다. 이 외에도 구즈류강을 횡단하는 국철 호쿠리쿠 본선의 구즈류강 쳘고가 붕괴되고 게이후쿠 전기 철도 미쿠니아와라선 나카쓰노역 인근에 있는 나카쓰노 철교가 붕괴되는 사고가 발생해 물자 수송과 구조 작업에 차질을 빚었다. 호쿠리쿠 본선의 호소로기역, 가나즈에키역, 하루에역, 오도로역은 역사가 붕괴되었고 가나즈에키역에서는 가나즈에키역에서는 역에 정차해 있던 열차가 붕괴된 역사에 깔리는 사고가 발생하기도 하였다.
국철은 구즈류강을 기준으로 강 남쪽을 스루가 관리부가, 강 북쪽을 가나자와 관리부가 담당하고 있었는데 호쿠리쿠 본선의 다케후역 남쪽 구간과 이부리하시역 북쪽 구간은 지진 발생 당일 밤에 복구를 완료하였다. 7월 1일에는 마이바라역-후쿠이역 구간이 복구, 재개통되었고 7월 22일에는 모리타역 이북 구간을 재개통하였다.(이 시점에서 기타후쿠이역-모리타역 구간은 버스 대체 수송으로 운영) 이후 8월 22일 구즈류강 가교가 완성되어 지진 발생 2개월만에 호쿠리쿠 본선 전 노선이 복구, 운행을 재개하였고 다음 해 1월 20일 구즈류강 신철교가 완공되었다.
구즈류강 교량에 피해가 있었던 게이후쿠 전기 철도 미쿠니아와라선은 8월 21일 운행을 재개하였다.
후쿠이 철도 시내 구간은 전차 1량이 시내의 화재에 휘말려 전소되는 피해가 있었으나 노선 자체의 피해는 경미하여 7월 13일 전 노선이 운행을 재개하였다. 지진 당시 피해를 입었던 모하 161-2 제20형 전차는 피해를 입지 않은 대차와 모터를 수리한 후 재사용하여 지진 후에도 오랫동안 운용하였으며 노후화로 인한 은퇴 후에는 후쿠이시에 기증되어 1998년부터 게바주오공원에 전시되어 있다.

#### 도로
지진 재해 발생 당시에는 간선 국도인 호쿠리쿠도 지역 도로조차 농촌 지역은 폭 5 m의 비포장 도로였다. 지진으로 국도 제12호선(현 국도 제8호선의 일부) 40 km 지역을 포함해 총연장 599 km의 도로가 함몰되거나 균열되는 피해를 입었고 300여개의 교량이 붕괴, 파손되는 등의 피해에 붕괴된 가옥이 도로를 막아버려 도로 교통에 심각한 방해가 되었다. 특히 구즈류강을 횡단하는 후나교(舟橋)와 나카즈미호도교(中角橋), 아스와강을 횡단하는 이타가키교(板垣橋)와 기다교(木田橋), 히노강을 횡단하는 메이지교(明治橋) 등이 붕괴되어 후쿠이 시내와 주변 지역을 연결하는 도로가 차단되어 구호 활동에 심각한 지장을 받았다. 구즈류교는 응급 연락 수단으로 배다리가 부활하였다. 다카기교(高木橋), 후나교, 나카즈미호도교는 7월 20일경까지 가교를 건설했으나 7월 24일 내린 호우로 유실되었고 8월에야 2차로 다시 복구를 완료하였다.

### 산업
농업 산업은 지진으로 지반이 침하되고 모내기 직후 시기였기 때문에 경작지와 논의 피해가 컸다.
후쿠이현의 주요 제조업 산업인 섬유공업 단지의 경우 1,400개 가까운 공장이 피해를 입어 14,000대가 넘는 직조기와 14만개가 넘는 연사기계가 파괴되는 등 현 내 전체 설비의 54%가 피해를 입었다. 1948년 말까지 견, 인견 직조기계는 81%, 연사기계는 60%가 복구되었고 당시 진행된 인플레이션의 영향을 받아 지진 재해 이후 후쿠이현의 제조업, 특히 방적공업은 대규모 성장을 이뤄냈다.

### 통신
피해 지역의 유선 전화 3,340곳 중 91%에 해당하는 3,032건이 불통되어 지진 발생 후 약 7일간 유선전화 연락이 사실상 불가능한 상태였다. 지진 발생 다음 날 오전 7시에는 가나자와-후쿠이 간 공중전화 회선이 개통되어 경찰, 신문사의 비상연락이나 보도에 사용되었다.

## 재해 대응과 반응
후쿠이 지진은 1947년 10월 처음 제정된 재해구조법이 적용된 첫 재해였다. 재해구조법 제22조 및 동법 시행령 제7조에 따라 1948년 1월 15일 후쿠이현 재해구조대가 결성되었고 후쿠이시에서도 재해구조대 후쿠이지대가 결성되었다. 하지만 이 재해구조대는 아직 준비나 훈련이 제대로 갖춰지지 못한 부대였기 때문에 질서 있는 활동을 하지 못하고 응급조치 시행만 이루어졌다.

### 황실
당시 쇼와 천황의 대리인으로 다카히토 친왕이 7월 5일 재해지역으로 파견되어 후쿠이현 현내 각지를 돌아다니며 위문하였다.

### 일본 정부
일본 정부는 6월 29일 중앙재해구조대책협의회를 설치해 현지에 동결되어 있던 쌀 8,500석의 동결을 해제하고 식료품을 방출하였으며 세대당 10만엔의 제일봉쇄예금의 자유 지불을 허용하였다. 응급 조치가 완료된 이후에는 일본 후생성의 중심으로 운영했던 중앙재해구조대책협의회의 업무를 항구적인 복구대책협의회 업무로 전환하였다.

### 연합군 최고사령부
GHQ 후쿠이군정부는 후쿠이시에 16개 이동식 급수 설비를 설치해 급수 활동을 진행했다.
후쿠이 지진 당시에는 환자 이송을 위한 구급차가 도입되지 않아 덧문짝이나 리어카 등으로 환자를 후송하다 군정 소유 트럭이 활동하여 다수의 부상자를 의료기관까지 한번에 이송하는 등 부상자의 광역 이송 활동 지원을 하였다.
당시 GHQ 후쿠이군정부 군정사령관이었던 제임스 F. 핼랜드(James F. Hyland)는 반공주의 성향이 강해 노동조합과 좌익 세력을 배제하고 치안을 유지한다는 명목으로 후쿠이시와 현에 일본 전국 최초로 공안조례를 제정하였다. 공안조례로 구호하던 학생들이 경찰에 단체로 구속되기도 하였다.

#### 공안조례
GHQ는 노동조합이나 좌익 세력이 구호 활동을 명목으로 정치적인 선동의 움직임이나 치안 악화를 일으킨다고 판단해 경계하고 감시함과 동시에 후쿠이현에 일본공산당의 활동을 규제하라고 요구하였다. 1948년 6월 후쿠이군정부에서 열린 미 제8군의 GHQ내부월례보고회에서 재일조선인연맹이 현정부의 구조 활동의 일환이라고 하면서 깃발을 세우고 가짜 구호활동을 진행하고 있다며 조선인이 구호 물품을 절도하고 소요 사태를 일으킨다며 수사를 진행한다고 보고하였다. 특히 반공주의가 강했던 GHQ 후쿠이 군정사령관 제임스 F. 핼랜드는 노동조합이나 좌익세력을 배제하고 치안을 유지한다는 명목으로 7월 7일 후쿠이시에 "재해시 공안유지에 관한 조례"를, 7월 16일에는 후쿠이현에 "지진재해 임시조치 조례"를 제정하여 일본에서 최초로 공안조례를 세웠다.
공안조례에서는 '선동적인 언동'이나 불확실한 정보 유포를 금지했으며 이 조례에 따라 구호 활동을 하던 학생들이 경찰들에게 잇다라 구속되었다. 일본공산당 계열의 변호사인 후세 다쓰지와 도쿄도의회 도의원이었던 이와타 에이이치는 후쿠이에 도착한 지 얼마 되지 않아 구속되어 현외로 추방당했다. 공안조례 제정 이전에 도착했던 작가 나카노 시게하루도 체포되어 자택연금당했다. 자택으로 압송된 나카노 시게하루는 이를 헌법 위반이라며 주장했지만 10월 재판에서 후쿠이 지방재판소는 문제 없는 조치였다며 기각 결정을 내렸다. 이 사건 이후로 군정사령관 제임스 F. 핼랜드는 1948년 8월 해임되었고 후쿠이현 공안조례는 1948년 11월에, 후쿠이시 공안조례는 1949년 7월에 폐지되었다.

### 후쿠이현
지진 발생 당시 후쿠이현지사였던 오바타 하루카즈는 공무 수행차 오사카시에 출장중이었는데 숙소인 여관에서 지진 소식을 듣고 즉시 오사카부지사와 교토부지사에게 재해 구호를 요청하였고 다음 날인 29일 후쿠이현청으로 돌아왔다. 요청을 받은 오사카부는 28일 오후 11시 40분 구호반과 의약품을 싣은 트럭을 피해 지역에 급파했으며 교토부도 구호대와 구호물자를 급파하였다. 급하게 간선도로의 장애물을 철거한 다음날 29일 게이한신 방면의 구조대 통행이 시작되었다.
후쿠이현은 재해구조법 규정에 의거해 28일 저녁에 후쿠이현 지진재해대책본부를 설치했다. 진재대책본부는 후쿠이현청에 후쿠이현본부를, 정부와 협상과 연락을 위해 도쿄도 니혼바시에 7월 4일 도쿄본부를 설치했으며 피해가 매우 컸던 사카이군에 대책본부 마루오카출장소를 설치하여 3개 본부를 중심으로 활동하였다. 지진 직후 후쿠이현 구호본부에서는 "후쿠이시 지진으로 전멸, 구원을 청합니다"라는 내용의 라디오 방송을 송출했다.
교통과 통신이 두절되어 후쿠이시에 설치된 진재대책본부는 지진 후 며칠간 구즈류강 이북의 피해 정보를 전혀 얻을 수 없었다. 7월 하순에는 수해 피해가 발생하자 후쿠이현이 같은 달 30일에 후쿠이현 수해대책본부를 설치하고 구조 활동, 대피소 설치, 배식 및 배급활동을 진행했다.

### 후쿠이시
지진 발생 당시 후쿠이시 시장이었던 구마가이 다사부로는 청사 내에 있었으며 지진 직후 지진재해대책본부를 설치했다. 하지만 당시 공무원 대부분이 퇴근한 후로 모이는 것이 쉽지 않아 시장을 지구장으로 하는 재해구조대 후쿠이지대(총무후생부, 공안부, 소방부, 위생부, 경제부, 기술부, 협력부 7개 부서)가 설치되어 지진 다음날부터 구조 활동을 시작했다.
총무후생부는 피해를 입은 복지시설 입주자를 대피시켰으며 지진재해로 발생한 고아를 보호하고 임산부를 위한 임시산원을 설치했다.
공안부는 후쿠이시경찰을 부원으로 하여 오사카부, 교토부, 효고현 등 각 부현의 국가지방경찰과 자치체경찰의 지원을 받아 인명 구조 및 치안유지, 도로 통제를 맡았다. 6월 29일부터 7월 2일까지는 소방단의 지원을 받아 도로 청소, 수로 개척, 사체 수용 역할도 맡았다.
소방부는 교통과 통신이 두절된 상황에서 소방부대 당번원을 시내 화재 현장에 출동시켜 화재 진압 작업에 나섰다. 큰 화재가 일어난 시내 영화관 '국제극장'과 '도호 문화극장'에 깔려 있던 관람객 구출을 우선적으로 하였으나 화재로 철수해야 했다. 극장의 화재는 6월 29일 오전 3시경에 진화를 마쳤지만 후쿠이시 전 지역의 화재 진압에는 5일이 걸렸다.
위생부의 경우 지진으로 병원과 진료소가 타격을 입어 의사, 간호사, 조산사 등도 피해를 입었기 때문에 현 구호본부에 부담이 되었다. 후쿠이현이 현청 앞에 응급구호소, 후쿠이 시내 7곳에 임시구후소를 설치해 의료 활동을 펼쳤다. 또한 여름철이라 방역활동도 시작되어 예방약 배부, 장티푸스 예방접종, 우물 소독도 실시했으며 총 21곳에 공중화장실을 설치했다.
경제부는 시공회당 앞에 식량 등의 구호물자 불하배급소를 설치했다. 다음 날인 29일 오후부터는 현 지진재해대책본부의 지시에 따라 배식 작업을 시작했다. 인근 기초자치단체에서 쌀, 감자 이외에도 의료품, 침구, 학용품도 지원하였다. 각 도도부현이나 군정부에서도 구호 물자를 지원하였다. 국내외에서 모인 성금이 당시 가치로 총액 2,784만 엔에 달했다. 후쿠이현 지진 당시 특징적인 상황으로 의연구호금이 재해를 입은 세대 뿐 아니라 피해를 입은 상점 점포에도 동등하게 배분되었다.
기술부는 자재 및 물자 조달, 재해 조사 실시, 하천 응급 복구, 붕괴한 부두 복구, 도로 응급 수리 공사와 같은 토목 관련 임무를 수행했다.
협력부는 본부에 후쿠이시 정보부를 설치하여 시민 게시판을 설치하고 시청일보를 발행하며 급조한 홍보차로 홍보활동을 하는 등 대민 홍보 사업 및 정보전달 임무를 수행했다.

### 적십자사

#### 일본 적십자사
후쿠이 적십자병원에서는 무너진 건물에서 입원 환자를 구출하여 이송해 온 다수의 환자를 병원 앞에 설치한 텐트를 임시구호소로 지정해 진료를 보았으며 중상자는 국립 사바에병원(구 사바에 육군병원)이나 다케후시(현 에치젠시) 내 각 병원으로 이송되었다. 지진 재해 발생 이후 일주일 간 4,812명의 부상자가 진료를 받았다.
지진 발생을 알게 된 일본 적십자사는 각 현의 지부에 재난의학태세를 준비하라고 지시하였으나 각 현의 지부는 본부의 지시 이전부터 활동을 시작해 의사와 간호사로 이뤄진 구호반 편성이 완료되었다. 28일 밤에는 도야마현, 이시카와현, 시가현, 오사카부의 각 지부가 구호반을 파견하였으며 다음 날인 29일에는 도쿄 본부와 교토부, 효고현, 니가타현, 나라현, 미에현, 아이치현, 시가현, 도야마현, 야마구치현의 각 지부가 총 26개 구호반을 파견해 후쿠이시와 마루오카, 하루에, 가나즈 등 각 지구에서 구호 활동을 시작했다. 또한 재해를 입은 지역 외에도 현지의 의료 기관과 제휴하여 중상자를 수용했던 국립 사바에병원과 다케후시 내 각 의료기관에도 의료 지원을 했다.

#### 미국 적십자사
미국 적십자사 극동 지부는 28일 도쿄의 라디오 방송을 통해 지진 발생을 전해듣자 즉각 비상소집을 실시하고 피해 상황 파악을 위해 다음날 아침 피해지역에 정보수집반을 급파하였다. 현지 정보에 따라 7월 9일과 10일에 총 2톤의 의료 물자를 비롯한 구호 물자를 고마쓰 공항으로 공수하였다.

### 언론 기관
당시 일본 후쿠이현은 정보통신망이 미발달된 상태였고, 일반 가정의 유선전화 보급률이 낮았으며 공영방송도 라디오 방송국인 NHK 후쿠이 방송국 1개 국만 있어 언론기관의 반응이 느렸다.

#### 신문사
아사히신문 오사카 본사는 "호쿠리쿠 방면에 격진! 다이쇼지에서 피해가 매우 커"라는 제목의 호외를 발행하고 지진 직후 나온 중앙기상대 오사카관구 기상대 발표의 지진 속보에 근거해 진원지가 후쿠이현-이시카와현 2개 현 사이 부근이고 후쿠이현과 가까운 다이쇼지정에서 인가가 여럿 붕괴해 사상자 다수가 발생할 전망이라고 정했다. 또한 같은 날 밤 7시 속보 정보로 후쿠이시에 "현청, 방송국, 우체국만 남고 그 외 시 전체가 전멸"했다는 호외를 발령했다.

##### 후쿠이 신문
후쿠이 신문사는 지진으로 사옥이 붕괴, 전소되었고 인쇄공장도 소실되어 지진 당일 신문 발행이 불가능했다. 신문 편집 업무는 지진 다음 날인 29일부터 시작되었으며 인쇄와 발행 업무는 가나자와시에 있는 홋코쿠 매일신문사가 대행하였다. 현 내의 교통망이 두절되어 가나자와시까지 파견되었던 편집국원들은 다이쇼지까지 도보로 이동한 뒤 그곳에서 열차를 타고 가나자와까지 이동하였다. 인쇄가 끝난 신문은 사원 및 판매점원 등 인력을 동원하여 다이쇼지역에서 후쿠이 신문 본사까지 운반하였다.
같은 해 9월 중순부터 본사 신사옥 건설 공사를 시작하면서 12월 23일에 24일자 지면을 끝으로 대행 인쇄 체제가 끝나고 24일(25일자 지면)부터는 본사에서 인쇄를 재개하였다.

#### 일본방송협회
지진으로 다른 언론 기관의 건물은 거의 모두 파괴되었으나 유일하게 NHK 후쿠이 사옥은 붕괴되지 않았지만 방송 장비들이 전부 쓰러지고 자가 발전 장치도 동작을 멈춰 통상적인 방송국 업무가 마비되었다. 지진 발생을 전한 제1보는 간신히 전화가 연결된 가나자와 방송국을 거쳐 나고야, 도쿄로 전달되었으며 가나자와와 나고야 지방 방송에서는 오후 6시 25분 뉴스로, 전국 방송에서는 오후 7시 뉴스로 방송되었다. 제1보의 내용은 "방송국 및 기타 일부 건물을 제외한 후쿠이시 전멸, 시내 몇몇 곳에서 화재 발생"이었다. 방송이 재개되기 전까지는 나고야 방송국과 전화선이 통했던 아소즈 전화중개소를 임시 스튜디오로 두어 모국인 나고야 방송국을 통해 일본 전국으로 라디오 방송을 진행했다. 지진 다음날부터는 아나운서 2명이 후쿠이 시내를 직접 돌아다니며 취재하다 가나자와, 나고야, 오사카 방송국 등에서 인원이 도착하여 취재 체제가 갖춰졌다. 지진 다음날부터 나고야와 가나자와 방송국의 방송 기자재가 도착해 끊어진 안테나 복구 작업을 진행하여 오후 7시부터 후쿠이에서 방송이 재개되었다. 지진 발생 초기에 다른 연락수단이 끊어져 현이나 지자체 본부 및 각 부현의 구호 요청은 후쿠이 방송국을 통해 전달되었다. 또한 루머와 가짜뉴스 난립을 막기 위해 방송이 끊긴 동안 시내 곳곳에 전단을 붙여 정확한 정보 전달을 위해 노력하였다.
지진 발생 당시 NHK 후쿠이 방송국은 나고야 방송국장의 주선으로 복구용 방송기자재의 반입 차 의뢰를 받아 온 우물파기 업자에게 후쿠이 방송국 앞마당에 판 우물과 펌프를 이용하여 시민에게 급수를 지원하거나 시각을 물어본 시민에게 국장이 직접 나와 스스로 방송국 창구에서 현재 시각을 알리기도 하였다. 또한 시내 라디오상 조합으로부터 요청을 받고 당시 후쿠이 방송국장이었던 코야마 쇼조의 연줄로 오사카의 라디오 수신기 공장에서 대량의 라디오를 사오거나 나고야에서 초대한 연애반이 만담이나 서커스, 곡예 순회공연을 하며 지역 주민들에게 오락을 제공하는 등 시민과 현민에게 호응을 받아 많은 신뢰를 받았다. 후쿠이 방송국의 활동으로 미군이 표창을 주었으며 NHK 회장에게도 표창을 받았다.

### 학생 단체
도쿄학생동맹, 의학생연합회, 고료 대학(현 다쿠쇼쿠 대학), 메이지 대학의 학생들이 모여 조직된 학생구조회가 피해 지역에 들어가 구즈류강, 아시바강의 제방 복구 공사나 대피소의 배식 지원, 무너진 가옥의 복구 작업, 의대생들의 부상자 구호 등 재해지 봉사활동을 했다는 기록이 남아 있다. 당시에는 일본 의사법이 공포되기 전으로 의대생이 의료 봉사활동을 했지만 이 법이 시행된 1948년 10월 이후에는 의사 면허 없는 의대생의 진료가 금지되었다.

### 종교 단체
정토진종 혼간지파는 후쿠이시 니시베쓰인(西別院)에 임시구호소를 세워 무료진료 및 순회진료를 지원했다. 진동 오타니파도 히가시베쓰인(東別院) 내에 무료구호소를 설치해 진료를 지원했다. 또한 히가시, 니시 베쓰인의 양쪽 법주가 왕래해 피해 지역을 위문하였다.
가나자와 YMCA 구호반은 지진 당일 밤 자동차로 마루오카촌에 도착했지만 화재와 교통 문제 때문에 더 이상 접근하지 못하고 철수하였다. 6월 30일에는 다시 마루오카촌에 닿아 마루오카서부터는 도보로 구즈류강을 건너 후쿠이시 신메이 교회에 구호소를 설치해 진료를 지원했다.
천리교의 일종의 봉사 활동인 '히노키신' 활동도 있어 무너진 가옥을 정리하고 부상자 구호 및 간호, 의류 기증, "무료 천리교 히노키신 목욕"장을 5곳을 설치해 재해구호활동을 했다.

### 일본 국외
헬렌 켈러 등 여러 인사가 일본 국외에서 기부금을 전달하였다.

## 영향
지진으로 피해가 컸던 후쿠이시, 모리타정, 마쓰오카정, 하루에정, 마루오카정, 가나즈정, 아시하라정은 특별도시계획법의 적용을 받아 대규모 부흥도시계획이 세워져 복구와 도시 재건 공사가 이루어졌다.
매년 6월 28일마다 후쿠이시의 아스와산 공동묘지 위령비탑에서 지진 및 전시 재해 희생자 추도식이 거해진다.
후쿠이 지진 50주년인 1998년에는 세계진재도시회의와 일본지진학회 추계대회 등이 개최되었다.

### 일본 정부
후쿠이 지진에서의 경험을 토대로 1949년 지진관측법을 개정하여 일본 중앙기상대 진도 계급에 진도7을 새로 수립해 "격진, 가옥붕괴율이 30%에 달하며 산사태, 땅 갈라짐, 단층 등이 발생한다"라는 문구를 추가하였다. 지진학자인 고케쓰 가즈키가 조사한 결과, 이 30%라는 기준은 당시 중앙기상대장이었던 와다치 기요가 당시 지진과장이었던 사기자카 기요노부와 상담해 결정한 수치라고 하는데 결정 이유는 상세한 내용이 공개되기 전에 두 인물 모두 사망하여 지금도 알 수 없는 상태로 남아 있다.
후쿠이 지진의 피해 조사 결과를 토대로 1950년 일본 건축기준법이 제정되어 목조건축물에 대한 내진 설계 기준이 처음으로 도입되었다.

### 후쿠이시
후쿠이시는 지진 이후 복구를 위해 1946년 10월 특별도시계획법의 적용을 받아 진재부흥도시계획을 입안했으나 재정난으로 어려움을 겪고 있었다. 결국 지진으로 기존의 시가지 대부분이 파괴됨에 따라 정체되었던 전쟁 이후 복구사업까지 함께 진행하게 되었다. 전쟁부흥사업을 확장해 진재부흥도시계획을 세우고, 결과적으로 '사전 복구'하는 식으로 부흥 사업을 시행하였다. 복구 사업에는 대규모의 구획 정리와 병행해 폭 44 m의 역전대로, 폭 36 m의 혼마치대로가 부설되었으며 주요 도로의 확장 및 직선화, 공원 녹지 정비, 묘지 통합 이전, 하수도 정비 등을 시행하였다.

### 후쿠이 부흥박람회
후쿠이현과 후쿠이시의 공동출자로 1952년 4월 10일부터 6월 25일까지 77일간 후쿠이 고등 공업학교(현 후쿠이 대학 분교 캠퍼스)를 제1회장, 아스와산 공원 삼단광장을 제2회장으로 후쿠이시의 전쟁과 지진재해에서 복구를 기념하는 후쿠이 부흥박람회가 개최되었다. 후쿠이의 지역중점산업인 섬유를 중심 테마로 두었기 때문에 통칭 '섬유박람회'라고 부르기도 했다. 부흥박람회 포스터 중 하나에는 박람회 사무국 직원과의 인연으로 의뢰받은 화가 도고 세이지가 원화를 그린 "비단의 정"이라는 포스터가 있다. 총 방문객수는 88만명이 넘었다. 박람회의 내빈 중에서는 다카히토 친왕이 있어 후쿠이를 다시 방문하였다. 제1회장의 예능센터에서는 미소라 히바리가 콘서트를 열기도 하였다. 후쿠이 자연사 박물관의 전신인 후쿠이 시립 향토박물관도 본 박람회의 개최에 맞춰 개장하였다. 마찬가지로 이듬해에는 아스와산에 후쿠이 시립 향토역사관(현재의 후쿠이 시립 향토역사박물관)이 개관해 향토박물관과 함께 부흥의 상징으로 남게 되었다. 박람회 전체의 수지타산은 결과적으로 4천만엔 이상의 적자를 기록했지만, 아스와산의 정비와 시립 향토박물관 신설, 제1회장 철거지의 후쿠이 대학 부지 편입과 같은 일은 박람회 폐관 이후에도 큰 유산으로 남았다.

### 세계 진재도시회의
후쿠이 지진 발생 50주년 기념사업의 일환으로 1998년 6월 26일부터 28일까지 3일간 후쿠이시에서 시가 주최하는 세계진재도시회의가 열렸다. 일본 국내외 13개 주요 도시에서 시장과 학자들을 초빙해 각 도시가 경험한 지진 재해의 교훈을 바탕으로 안전한 방재도시를 만들기 위한 논의를 거치고 "후쿠이시 선언"을 발표하였다.

## 같이 보기
- 노비 지진
- 에치젠곶 해역 지진
- 미카와 지진
- 진도7 - 후쿠이 지진 이후 처음으로 제정됨

## 참고 문헌
- 荒井克彦; 小嶋啓介 (1999년 6월). “福井地震の被害について”. 《地震 第2輯》 (日本地震学会) 52 (1): 219–227. 2019년 9월 16일에 확인함.
- 田中和子 (1996년 11월). “福井大震災における救援・復興活動：その教訓と提言の復習”. 《福井大学地域環境研究教育センター研究紀要「日本海地域の自然と環境」》 (福井大学地域環境研究教育センター) (3): 71–89. 2019년 9월 22일에 확인함.[깨진 링크(과거 내용 찾기)]
- 田中和子; 服部勇 (1997년 11월). “福井大震災からの恒久的復興対策の今日的意味”. 《福井大学地域環境研究教育センター研究紀要「日本海地域の自然と環境」》 (福井大学地域環境研究教育センター) (4): 77–90. 2019년 7월 3일에 확인함.[깨진 링크(과거 내용 찾기)]
- 中央防災会議災害教訓の継承に関する専門調査会 (2011년 3월). 《1948 福井地震報告書》. 2019년 10월 13일에 원본 문서에서 보존된 문서. 2020년 5월 22일에 확인함.
- 中林一樹 (2011년 3월).  中央防災会議『災害教訓の継承に関する専門調査会』編, 편집. “災害史に学ぶ 内陸直下型地震編” (PDF). 57–68쪽. 2020년 1월 22일에 원본 문서 (PDF)에서 보존된 문서. 2020년 5월 11일에 확인함.
- “福井地震（1948年6月28日）50周年特集” (PDF). 《日本地震学会広報紙「なゐふる」》 (日本地震学会) (9). 1998년 9월. 2019년 2월 12일에 원본 문서 (PDF)에서 보존된 문서. 2019년 7월 3일에 확인함.
- 服部勇 (1995년 9월). “資料に見る福井大震災の概要”. 《福井大学地域環境研究教育センター研究紀要「日本海地域の自然と環境」》 (福井大学地域環境研究教育センター) (2): 71–81. 2019년 7월 3일에 확인함.
- 《特別展 福井震災70年 …記録と記憶を未来へつなぐ…（図録）》. 福井県立歴史博物館. 2018년 6월 28일. 2019년 12월 31일에 원본 문서에서 보존된 문서. 2020년 5월 22일에 확인함.
- 《福井震災50周年記念誌「不死鳥の羽音」》. 福井震災50周年記念事業「世界震災都市会議」開催実行委員会（福井市）. 1998년 3월 31일.
- “福井県の地震活動 令和元年（2019年）5月” (PDF). 福井地方気象台. 2019년 5월. 2019년 12월 31일에 원본 문서 (PDF)에서 보존된 문서. 2019년 7월 4일에 확인함.
- 丸岡町震災記念誌編纂委員会 (2000년 4월 22일). 《丸岡町・福井大震災追想誌「お天守がとんだ」》. 福井県丸岡町.

### 문헌 목록
- 小嶋啓介、荒井克彦「1948年福井地震に関する文献目録」地震 第2輯 vol.52 (1999-2000) No.1 p.213-218, doi:10.4294/zisin1948.52.1_213